# Говард Акерман
Го́вард Т. А́керман (англ. Howard T. Ackerman) — персонаж игры Command & Conquer: Red Alert 3, президент США. Персонажа сыграл Джонатан Кимбл Симмонс.

## Личность
Говард Акерман родился и вырос на ферме в штате Айдахо. Спустя время он возглавил успешную президентскую кампанию и победил на президентских выборах. Его предшественник Майкл Дуган из-за своего мягкого темперамента в конечном итоге, вероятно, не смог быть переизбран президентом.
Акерман — амбициозный американский политик, политической идеологией которого является антикоммунизм и капитализм. Он убеждён, что Советский Союз ненавидит всё, за что выступают Соединённые Штаты: «братство, счастье, свободу, частную собственность и штрудель». Акерман открыто и решительно поддерживает коалиционные усилия Альянса, по крайней мере, когда речь идёт об отражении советского вторжения. Политик высмеивает Советов как «коммунистических безбожников» и готов вытеснить вторгшуюся советскую армию из Европы. Политическая тактика Акермана резко контрастирует с поведением британского фельдмаршала Роберта Бингэма, у которого спокойные и стойкие манеры.

## Роль в войне

### Кампания Альянса
Вся континентальная Европа, за исключением Дании, Нидерландов, Бельгии и Западной Германии, оккупирована Советским Союзом, а Великобритания находится под атакой армады советского генерала Николая Крюкова. Однако командир Альянса защищает английское побережье, и Акерман отправляет спецагента Таню, чтобы поддержать командира в его миссии по освобождению захваченных лидеров союзников в Каннах. Император Ёсиро предъявляет лидерам Альянса ультиматум и блокирует все морские перевозки в Атлантическом океане огромными плавучими крепостями.
Чтобы победить Империю Восходящего Солнца, фельдмаршал Бингхэм вступает в союз с премьер-министром СССР Анатолием Черденко, однако Акерман до безумия возмущён его решением, поскольку пакт между Альянсом и Советами фактически рушит его антикоммунистическую политику. Полагая, что СССР замышляет предать Альянс, президент решает уничтожить Советский Союз, сравняв с землёй Москву с помощью своего так называемого «суперсекретного оружия», расположенного и охраняемого на горе Рашмор. Премьер-министр Черденко угрожает расторгнуть пакт и напасть на США, если Москва будет уничтожена, вынуждая командира Альянса уничтожить базу Акермана.
В этой миссии Акерман пытается сначала передать код запуска через башню связи, чтобы запустить супероружие, однако с помощью Тани командир разрушает башню связи, заставляя безумного президента спешить в центр управления супероружия на его лимузине. В трёх точках этой миссии Акерман может активировать способность трёх других президентских голов стрелять мощным лазером, который может сжечь всё живое и неживое. Если командир Альянса хочет предотвратить стрельбу голов, для каждого центра управления головами он может высадить для захвата инженера. В конце концов, командир собрал достаточно сил (вместе со своим вторым командиром-коллегой), чтобы уничтожить базу Акермана вместе с центром управления супероружием.
С разрушением базы супероружие деактивируется, но президент пытается сбежать. Бингэм поручает командиру устранить Акермана, потому что президент поставил под угрозу мир во всём мире. В итоге лимузин / вертолёт Акермана (если президент сбежал в последний) уничтожает командир, и президент погибает. Однако его вера в то, что Советский Союз замышляет предать Альянс, оправдалась, когда он отказался от нападения Альянса на Токио и вместо этого был готов нанести удар по США из Гаваны на Кубе. Говарда Акермана сменил его вице-президент, который признал, что тот предал США и был готов убить миллионы невинных мирных жителей, но «он всего лишь старался защитить нас всех».

### Кампания СССР
В советской кампании Говард Акерман — новоизбранный президент Соединённых Штатов. Как только он вступил в должность, Акерман увеличил инвестиции в войну против Советского Союза. Он перебросил большое количество войск и техники к европейским союзникам и пообещал полностью ликвидировать Советскую армию. В своей инаугурационной речи Акерман представил законопроект, который в 5 раз увеличит военные расходы США по оказанию помощи их союзникам в Европе. Премьер Черденко не любит нового американского президента, считая Аккермана «чёртовым фанатиком, который хочет стереть нас [СССР] с лица земли».
В последней советской операции игрока-командира оставшиеся силы Альянса отступили в США. После смерти фельдмаршала Роберта Бингэма, полной оккупации Европы советской армией и падения Империи Восходящего Солнца, Говард Акерман стал последним заметным лидером Альянса и развернул свои силы для защиты Нью-Йорка. Однако советский командующий побеждает президента Акермана и уничтожает Статую Свободы. В конце концов Советский Союз завоёвывает Соединённые Штаты, а Статую Свободы перестраивают как памятник В. И. Ленину.

### Кампания Империи Восходящего Солнца
В японской кампании Говард Акерман — изощрённый андроид-шпион, разработанный кронпринцем Татцу для наблюдения за Соединёнными Штатами и поощрения стран Альянса к нападению на СССР. Президент управляется из командного центра Татцу в Японии. Император Ёсиро признаёт, что андроид-шпион Татцу «оказался очень полезным».
Император и Тацу используют Акермана, чтобы наблюдать за разговором между фельдмаршалом Бингэмом и советским учёным Григорием Зелинским. Зелинский объясняет, что существование Империи Восходящего Солнца было результатом работы советской машины времени, которая использовалась для путешествия во времени, чтобы изменить прошлое и, таким образом, будущее. Шокирующее открытие приводит императора в ярость, заставляя его повредить оборудование, используемое для управления действиями Акермана. В результате Акерман выходит из строя, и японцы теряют связь с президентом. Акерман никогда больше не упоминается и не появляется, что предполагает, что андроид отключился и был навсегда отключён.

## Президентская кампания (2008)
Во время президентских выборов в США в 2008 году Electronic Arts опубликовала несколько комичных видеоклипов, в которых Акерман продвигает себя в рамках своей вымышленной кампании «К чёрту их всех» (англ. Screw 'Em All), чтобы стать следующим президентом США. Его политический лозунг был «Голосуй за меня, если хочешь жить» (англ. Vote for me, if you want to live). Ниже приведены названия видеоклипов и выделяющиеся цитаты персонажа:
- Акерман об экономике (англ. Ackerman on the Economy): «Чтобы делать деньги, нужно тратить деньги» (англ. You have to spend money to make money).
- Акерман об обороне (англ. Ackerman on Defense): «Лучшая защита — это нападение» (англ. The best defense is a good offense).
- Акерман о внешней политике (англ. Ackerman on Foreign Policy): «Сделайте это с ними, прежде чем они сделают это с нами» (англ. Do it to them before they do it to us).
- Акерман о нелегальной иммиграции (англ. Ackerman on Illegal Immigration): «Два слова: боевые собаки» (англ. Two words: attack dogs)[8][9].

## Оценки

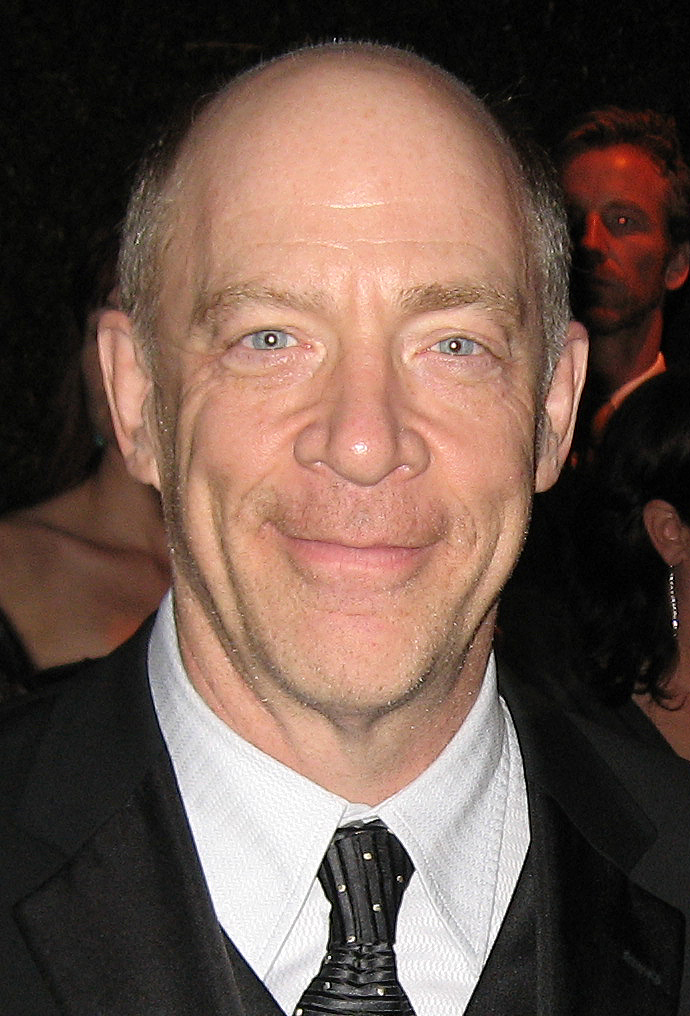
Роль президента Акермана исполнил американский актёр Джонатан Кимбл Симмонс

Роллин Бишоп из GamesRadar пишет, что из-за «нелепых сюжетов о путешествии во времени» Акерман вынужден противостоять японской Империи Восходящего Солнца. Тем не менее он, как и президент США из Command & Conquer: Red Alert 2 Майкл Дуган каким-то находит время, чтобы лично поговорить с игроком-командиров о целях миссии, при этом «даже глазом не моргнув на постоянно переделывающуюся Таню». Бишоп назвал Акермана, как и Дугана, «стойким» и «профессионалом в самых трудных обстоятельствах».
Кейт Стюарт из The Guardian поставил персонажа в список «шести худших президентов США в истории видеоигр», где привёл описание действий Акермана следующим образом: «В альтернативной временной шкале XX века, где Япония стремится к мировому господству, Акерману поручено заключить союз с Советами для защиты Европы. Вместо этого Акерман решает уничтожить Москву с помощью супероружия, спрятанного под горой Рашмор». В «рейтинге импичмента» Стюарт дал оценку «5/5», назвав вышеописанное «почти кошмарным сценарием».
Американист и эксперт Российского совета по международным делам Алексей Наумов характеризует Акермана как «американского президента-самодура, тронувшегося умом на почве борьбы с коммунизмом и превратившего гору Рашмор в платформу для установки мощнейшего межконтинентального боевого лазера», который позже в кампании Альянса оказывается «засланным японцами андроидом, скрывающимся под личиной человека и запрограммированным на развязывание войны с Советским Союзом».
Мэттью Холлоуэй из Blaze Media сделал предположение, что Акерман состоит в партии, которая является пародией на Республиканскую партию. Он охарактеризовал его следующим образом: «Акерман — патриот, но также бесстыдный популист, самовозвеличивающий разжигатель войны. Что, по сути, делает его неоконсерватором начала XXI века. И он совершенно сумасшедший...». Китайский веб-сайт iNEWS называет Говарда Акермана «самым экстремистским президентом Америки».
Обозреватель сайта Sports.ru и геймер Games Herald пишет, что Говард Акерман — «амбициозный политик, антикоммунист <...> Поэтому, когда настало время объединиться против Японской Империи, Акерман тронулся своей лысой головой и решил уничтожить Москву. Почему? Потому что у него есть супероружие и ненависть к коммунистам. Ради этого он готов пожертвовать безопасностью всего мира. Кстати, подозрения Акермана были не напрасными, хотя его безумства это не отменяет».

## Факты
- Хотя это никогда не подтверждалось, подразумевается, что Акерман также является имперским андроидом в кампании Альянса. Это объясняет, почему он пытался атаковать Москву с базы на горе Рашмор, поскольку распад их союза очень помог бы Империи Восходящего Солнца. Это подтверждается тем фактом, что вертолёт президента, на котором тот летит, при уничтожении взрывается зелёным пламенем так же, как и имперская техника[3].
- Согласно президентской рекламе Акермана, его неназванная партия использует дельфина Альянса в качестве партийного символа.